# MTOSI
Интерфейс мультитехнологических систем управления (англ. multi-technology operations system interface, сокр. MTOSI) — стандарт для реализации интерфейсов взаимодействия между системами OSS основанный на XML и стандартизированный организацией TM Forum, а также единый принцип обмена сообщениями между компонентами OSS, в которых переносится информации о сетевых элементах. В основу принципа коммуникации положена сервисная шина предприятия ESB.

Рисунок 1. Технологии разных производителей соединены с помощью MTOSI

## Применение
Стандарт MTOSI — единый открытый интерфейс, который можно использовать для нескольких типов систем управления для предоставления и управления сетевых услуг. Стандарт MTOSI распространяется на все коммуникационные технологии (от уровня 1, например, SONET/SDH, через технологии более высокого уровня, таких как VoIP).
Поставщики услуг (поставщики) используют множество операционных системы поддержки (OSS) для управления сложными сетями связи. Так как различные части сети должны взаимодействовать, так же должны взаимодействовать и системы OSS. TMF NGOSS предоставляет набор эталонных моделей, которые помогают в анализе и проектировании следующего поколения BSS и OSS решений, которые могут использовать технические требования MTOSI интерфейса.

## Архитектура
MTOSI развил концепции MTNM интерфейса и его использование не только между уровнями управления сетевыми элементами и сетью, а любыми другими. MTNM интерфейс больше ориентирован на CORBA архитектуру взаимодействия, которая используется для распределенных вычислительных систем, а MTOSI в качестве транспорта сообщений использует шину ESB.
ESB является промежуточной абстракцией, которая позволяет MTOSI интерфейсам связываться с различными связующими технологиями по мере необходимости. MTOSI интерфейсы составлены из логических и физических определений с использованием языка описания веб-служб.
Предлагаемые кандидаты SOA служб TMF MTOSI представлены на рисунке №1.
Описания MTOSI созданы в программе TM Forum mTOP .
Таким образом, MTOSI определяет не только принцип коммуникации, но и семантику общения между приложениями OSS, упрощая в дальнейшем интеграции продуктов от различных производителей .

## Преимущества
MTOSI стандарт предлагает ряд уникальных преимуществ для бизнеса (1-4), также эти преимущества применимы к любому хорошо спроектированному и хорошо поддерживаемому стандарту интерфейса (5-8):
1. Стандартный интерфейс между различными системами для выполнения и обеспечения функциональности. В результате различные экземпляры одного и того же интерфейса повторно используются в разных опорных точках. Преимущество: Знания могут быть повторно использованы в проектировании систем.
2. Использование XML (расширяемый язык разметки) на основе обмена сообщениями. Преимущество: XML широко распространённая и используемая технология.
3. Устанавливает правила для управления версиями и для расширений XML-сообщений производителя. Преимущество: Когда MTOSI развёрнут, серверные и пользовательские окончания интерфейсов приложений могут быть обновлены независимо. Кроме того, когда установлено оборудование нескольких производителей, проприетарные расширения регулируются в согласованном порядке.
4. Используются стандартные шаблоны коммуникации для поддержки бизнес деятельности, которые могут быть реализованы определённым набором ИТ-платформ и транспортных протоколов. Преимущество: базовая платформа может быть изменена без распространения изменений на приложения.
5. Позволяет сервис-провайдерам осуществлять управление и поддержку системы быстро. Например, без MTOSI, каждый из четырёх провайдеров EMS на рисунке №1, должен будет определить и согласовать общий интерфейс (попарно), построить интерфейс и затем выполнить тестирование на совместимость. Преимущество: MTOSI снижает время и затраты необходимые для интеграции управления и программного обеспечения системы от разных поставщиков.
6. MTOSI предназначен для поддержки требований поставщиков услуг для среды открытых систем. Преимущество: Это позволяет поставщикам услуг легче проводить управление и поддержку систем от разных поставщиков и заменять существующие. Увеличивается разнообразие для выбора - это создаёт более конкурентную среду для поставщиков услуг, позволяя им выбирать продукты, которые наилучшим образом соответствуют их функциональным и финансовым потребностям.
7. Стимулирует системных интеграторов предварительно интегрировать MTOSI-совместимые продукты. Преимущества: Это приводит к снижению первоначальных затрат, для поставщиков услуг ускоряет ввод в действие систем и средств.
8. Помогает операторам избежать массовой замены устаревших систем, а вместо этого позволяет им внедрять и интегрировать точечные приложения, которые могут направлять новые решения и услуги. Преимущество: С учётом необходимости управлять новыми технологиями и услугами, позволяет поставщику услуг сберегать свои инвестиций в унаследованные системы.